# Железне Двери
Железне Двери (словен. Železne Dveri) су насељено место у општини Љутомер, Помурска регија, Словенија.

## Историја
До територијалне реорганизације у Словенији биле су у саставу старе општине Љутомер.

## Становништво
У попису становништва из 2011. године, Железне Двери су имале 49 становника.
| Број становника према пописима | Број становника према пописима | Број становника према пописима |
| ------------------------------ | ------------------------------ | ------------------------------ |
| 1991                           | 2002                           | 2011                           |
| 49                             | 49                             | 49                             |